# Freja
A Freja a Viking magnetoszféra-kutató műhold után a második svéd kutatóeszköz.

## Küldetés
Az űreszköz pályája az Északi-sark felett ívelt. Kutatási programjába tartozott a sarki fény, a mágneses erővonalak és a Föld alsó-felső légkörének vizsgálata.

## Jellemzői
Gyártotta és üzemeltette a Svéd Nemzeti Űrkutatási Bizottság (Swedish National Space Board – SNSB). A műhold költsége kutatásokon kívül 19 millió dollár. A programot Németország is támogatta. Társműholdja a Kína–38 volt.
Megnevezései: Kína–37; PRC–37 (Popular Republic of China); COSPAR: 1992-064A; GRAU-kódja: 22161.
1992. október 6-án a Jiuquan Satellite Launch Centerből LC–2B (LC–Launch Complex) jelű indítóállványról egy CZ–2C hordozórakétával állították alacsony Föld körüli pályára (LEO = Low-Earth Orbit). Az orbitális pályája 108,97 perces, |63,1 fokos hajlásszögű, elliptikus pálya perigeuma 596 kilométer, az apogeuma 1762 kilométer volt.
Forgásstabilizált űreszköz – Nap, Föld, csillag érzékelővel (10 rpm). Az űreszköz vázának anyaga magnézium. Magassága antennával együtt 1,7 méter. Teljes tömege 259, műszerezettség 60 kilogramm. Szolgálati idejét 2 évre tervezték. Adatgyűjtését, telemetriai működését antennák segítségével biztosította. Az űreszköz felső felületén, kör formában napelemek (2,2 négyzetméter) voltak (130 W), éjszakai (földárnyék) energiaellátását újratölthető nikkel-kadmium akkumulátorok biztosították.

## Műszerezettsége
- elektromos mezők – a Royal Institute of Technology (svéd),
- mágneses mezők – Applied Physics Laboratory/Johns Hopkins University (amerikai),
- hideg plazma – National Research Council of Canada (kanadai),
- forró plazma – Swedish Institute of Space Physics (svéd),
- mágneses hullámok - Swedish Institute of Space Physics (svéd),
- hajnali kamera – University of Calgary (kanadai),
- elektronfény – Max Planck Intézet (német),
- részecske korrelátor – Max Planck Intézet (német),

1996. októberben befejezte szolgálatát.